# .bb
A .bb Barbados internetes legfelső szintű tartomány kódja 1991-től.
A következő második szintű tartományneveket használják:
- .com.bb
- .edu.bb
- .gov.bb
- .net.bb
- .org.bb